# IC 1740
IC 1740 је ознака објекта на координатама са ректансцензијом 1h 51m 16,6s и деклинацијом - 29° 56" 38'. Открио га је Луис Свифт, 6. септембра 1897. Каснијим посматрањима на том положају није уочен никакав астрономски објекат.